# Кудушлы
Кудушлы, Кудушла (устар. Кудышла) — река в России, протекает по Кушнаренковскому району Башкортостана. Длина реки составляет 19 км.
Начинается в селе Новокурмашево. Течёт на северо-восток через Ибрагимово, Кудушлибашево, Старокурмашево. Устье реки находится в 342 км по левому берегу реки Белая на территории районного центра.
Основные притоки — Олдоуш (лв) и Ахта (пр).

## Данные водного реестра
По данным государственного водного реестра России относится к Камскому бассейновому округу, водохозяйственный участок реки — Белая от города Уфа до города Бирск, речной подбассейн реки — Белая. Речной бассейн реки — Кама.
Код объекта в государственном водном реестре — 10010201512111100025163.